# جوناثان ولز (عالم أحياء)
جوناثان ولز (بالإنجليزية: Jonathan Wells)‏ عضو في مركز العلم والثقافة التابع لمعهد ديسكفري يحمل شهادتي دكتوراه واحدة في البيولوجيا الخلوية والجزيئية من جامعة كاليفورنيا وأخرى في الدراسات الدينية من جامعة يال .
بعد قضائه عاميين في الجيش الأمريكي (1964 - 1966م)، التحق بجامعة كاليفورنيا في مدينة بيركلي ليصبح مدرسا للعلوم. وحين استدعاه الجيش مرة أخرى في العام 1968 فضل دخول السجن بدلا من المشاركة في حرب فيتنام. في سنة 1986م كان قد وصل أعلى المراحل الدراسية في جامعة ييل بعد حصوله على دكتوراة في الدراسات الدينية. عمل في مركز العلوم والثقافة التابع لمعهد ديسكفري في سياتل في واشنطن. ويعد من أشهر المنظرين عبر كتبه ومحاضراته لنظرية «التصميم الذكي» وباعتباره مؤلف كتاب «أيقونات التطور: لم يكون معظم ما ندرسه عن التطور خاطئاً» ظهر ويلز واحداً من أهم الشخصيات المحورية لإصلاح تعليم التطور عبر تصحيح أخطاء الكتب المدرسية وعبر التأكيد على أن الدليل المؤيد والمعارض للدراونية يجب أن يدرس. 

## روابط خارجية
- جوناثان ولز على موقع إن إن دي بي (الإنجليزية)